# 下村輝雄
下村 輝雄 (しもむら てるお、1922年 <大正11年> 5月13日 - 1991年 <平成3年> 8月16日) は、日本の地方公務員、政治家。豊中市職員、同市長を務めた。位階は正五位。

## 経歴
大阪府、現在の豊中市に生まれる。1944年（昭和19年）関西簿記学校を卒業し、1948年（昭和23年）豊中市役所入る。克明出張所所長、国民健康保険課長、総務部長などを経て1966年（昭和41年）豊中市助役。1974年（昭和49年）豊中市長選挙に出馬し当選。1990年（平成2年）まで4期務める。
市長に就任した後の1972年（昭和47年）に沖縄が本土復帰、さらに沖縄戦戦没者の縁で交流があったコザ市が市町村合併して沖縄市が成立。下村は沖縄市との間で兄弟都市を締結するなど、地域間交流を進める上で大きな貢献を果たした。1991年死去。死没日付をもって正五位に叙され、勲三等瑞宝章を追贈された。